# أحمد زبين عطية
أحمد زبين عطية (و. 1973  م) هو سياسي يمني، ولد في مديرية بيحان، عين وزيراً للأوقاف والإرشاد في 18 سبتمبر 2016.
| المناصب السياسية           | المناصب السياسية                       | المناصب السياسية     |
| -------------------------- | -------------------------------------- | -------------------- |
| سبقه فؤاد بن الشيخ أبو بكر | وزير الأوقاف والإرشاد 18 سبتمبر 2016 - | تبعه محمد عيضة شبيبة |